# سوفی خوتک
ژوفیه ماری یوزفینا آلبینا آرابنکا خوتکوفا (زادهٔ ۱ مارس ۱۸۶۸ در اشتوتگارت - درگذشتهٔ ۲۸ ژوئن ۱۹۱۴ در سارایوو، چکی: Žofie Marie Josefína Albína hraběnka Chotková z Chotkova a Vojnína) نجیب‌زاده اهل بوهم و همسر فرانتس فردیناند، آرشیدوک اتریش-مجارستان بود. ترور او و همسرش در سارایوو منجر به جنگ جهانی اول شد.

## زندگی‌نامه
اینکه سوفی چه زمانی برای اولین بار فرانتس فردیناند را ملاقات کرد، مشخص نیست. اگرچه ممکن است سال ۱۸۹۵ در مجلس رقصی در پراگ بوده باشد. از آنجا که فرانتس فردیناند در یک پادگان نظامی در پراگ مستقر بود و اغلب به قلعه هالبتورن، خانه آرشیدوک فردریش می‌رفت، آرشیدوشس ایزابلا همسر فردریش تصور می‌کرد که او عاشق دختر بزرگش، آرشیدوشس ماریا کریستینا شده‌است. در ۱۸۹۸ فرانتس هنگام بازی تنیس ساعتش را در خانهٔ آرشیدوشس جا گذاشت. آرشیدوشس سراغ ساعت رفت و انتظار داشت که عکس یکی از دخترانش را در آن بیابد که عکس سوفی، دستیارش را یافت. سوفی بلافاصله اخراج شد و این ماجرا به رسوایی انجامید. گرچه فرانتس فردیناند از ازدواج با کسی به غیر از سوفی سرباززد.
در ۱۸۹۹ فرانتس یوزف قبول کرد که به فرانتس فردیناند اجازهٔ ازدواج با سوفی را بدهد به شرطی که ازدواجی ناهم‌تراز باشد و فرزندان آن‌ها حقی برای تاج و تخت نداشته باشند. سوفی هیچ‌یک از مقام‌ها یا امتیازات شوهرش را کسب نمی‌کرد و در انظار عموم در کنار او ظاهر نمی‌شد. مراسم ازدواج سوفی و فردیناند در ۱ ژوئیه آن سال در رایش‌اشتات در بوهم برگزار شد. پس از ازدواج سوفی مقام پرنسس هُهنبرگ و سپس در ۱۹۰۹ مقام والاتر دوشس هُهنبرگ را دریافت کرد.

## درگذشت
در حدود ساعت ۱۱ صبح ۲۸ ژوئن ۱۹۱۴ سوفی و فردیناند در سارایوو به دست گاوریلو پرینسیپ ترور شدند. این واقعه از دلایل آغاز جنگ جهانی اول بود.

## فرزندان
1. سوفی فون هُهنبرگ (۱۹۰۱–۱۹۹۰)
2. ماکسیمیلیان، دوک هُهنبرگ (۱۹۰۲–۱۹۶۲)
3. ارنست فون هُهنبرگ (۱۹۰۴–۱۹۴۵)
4. پسری که مرده به دنیا آمد (زاده ۱۹۰۸)